# Кир Буличов
И́гор Все́володович Може́йко (на руски: Игорь Всеволодович Можейко), по-известен като Кир Буличо̀в (на руски: Кир Булычёв), е руски учен, пътешественик, журналист, писател фантаст и колекционер.

## Биография и творчество
Роден е на 18 октомври 1934 г. в Москва. Завършва Института за чужди езици през 1957 г. и е изпратен като преводач в Бирма (днес Мианмар), където работи повече от две години. Когато се завръща, Буличов постъпва в Института по източни изкуства. През 1965 г. защитава дисертация на тема „Паганската държава“ за историята и културата на средновековна Бирма.
Като учен-изтоковед пътува до Гана, Индия, Ирак, Египет; обхожда Памир, арктическите ледове. Пише трудове за древните източни езици, монография за будистките общини, за Втората световна война в Югоизточна Азия, няколко десетки научни статии в най-реномираните съветски и чуждестранни списания по проблемите на източните култури. Той е един от най-активните сътрудници на географското списание „Вокруг света“. Написва книгите „Това е Гана“, „Пет хиляди храма на брега на Иравади“, „Не само памет“.
Кир Буличов умира на 5 септември 2003 г. в Москва.

### Фантастика
Започва да пише фантастика в 1965 година. Написва разказа „Когато динозаврите измряха“, публикуван в брой 1 на „Искатель“ през 1971 г., а под него стои псевдонимът Кир Буличов (Кир-Кира е името на жена му, а Буличов – моминското име на неговата майка). Написва книгите „Чудеса в Гуслярия“ (1972), „Хора като хора“ (1975), романа „Последната война“, повестите „Закон за дракона“, „Задграничната принцеса“, „Нужна е свободна планета“, „Островът на ръждивия лейтенант“, „Умението да се хвърля топка“, „Похищението на чародея“, „Чужда памет“, „Земетресение в Лигон“, детските романи „Момиченцето от Земята“ и „Приключение в бъдещето“, позната и като „Гостенка от бъдещето“ и други.
Превежда много американски научнофантастични книги на руски и сам пише сценариите за над 20 филма.

## Колекционерство
Започва да колекционира икони и прекъсва, когато това става снобска мода. След това е нумизмат, събирач на ордени, на еполети, на военни шапки и всякакви кавалерийски и пехотински снаряжения. При това не само ги събира, но и пише научни изследвания върху своите колекции, за академичната периодика. Според специалистите Буличов има най-добрата колекция в света от предмети от Бухарския емират. И още една колекция: от кивери, каски и шлемове, оръжия и други предмети от времето на войната на Наполеон с Русия. Буличов има и колекция от портрети от руски художници от XVIII и XIX век. Той е член на Американския съюз на нумизматите и единственият чужденец, членувал в Канадското „Дружество на брадатите нумизмати“.